# Movimento Social Democrata
| Mitgliedsparteien                             |                          |                  |                    |
| Partei                                        | politische Ausrichtung   | Stimmenzahl 2017 | Stimmenanteil 2017 |
| Partido Social Democrata PSD                  | konservativ              | 4.688            | 0,8 %              |
| Partido Socialista de Timor PST               | marxistisch-leninistisch | 4,891            | 0,9 %              |
| Partido Democrata Cristão PDC                 | christlich-konservativ   | 1.764            | 0,3 %              |
| Centro Acção Social Democrata Timorense CASDT | konservativ              | 2.330            | 0,4 %              |

Die linksorientierte Movimento Social Democrata MSD (tetum Movimentu Sosial Demokrata, deutsch Sozialdemokratische Bewegung) ist ein Bündnis osttimoresischer Parteien. Es wurde im März 2018 gegründet.
Dem Bündnis gehören die Partido Social Democrata PSD, die Partido Socialista de Timor PST, die Partido Democrata Cristão PDC und das Centro Acção Social Democrata Timorense CASDT an.
Die Mitglieder hatten bei den Parlamentswahlen in Osttimor 2017 insgesamt 13.673 Stimmen, was einen Stimmenanteil von 2,4 % entspricht. Bei den vorgezogenen Parlamentswahlen in Osttimor 2018 scheiterte die MSD deutlich an der Vierprozenthürde mit nur 3.188 Stimmen (Anteil: 0,5 %).